# Cnephasia genitalana
Cnephasia genitalana es una especie de polilla perteneciente al género Cnephasia, categorizada en la tribu Cnephasiini, de la subfamilia Tortricinae.

## Distribución
Se distribuye por Francia y Reino Unido.

## Taxonomía
Fue descrita por Pierce & Metcalfe en 1915 y publicada por primera vez en (Cnephasia), Ent. mon. Mag. 51: 8.